# Norwegia na Letnich Igrzyskach Olimpijskich 2012
Norwegię na Letnich Igrzyskach Olimpijskich 2012 reprezentowało 61 zawodników: 33 mężczyzn i 28 kobiet. Był to 24 start reprezentacji Norwegii na letnich igrzyskach olimpijskich. Reprezentanci Norwegii zdobyli dwa złote, jeden srebrny i jeden brązowy medal.

## Zdobyte medale
| Medal  | Zawodnik | Dyscyplina        | Konkurencja                         | Rezultat                                                        |
| ------ | --- | ----------------- | ----------------------------------- | --------------------------------------------------------------- |
| Złoto  | Kari Aalvik Grimsbø, Ida Alstad, Heidi Løke, Tonje Nøstvold, Karoline Dyhre Breivang, Kristine Lunde-Borgersen, Kari Mette Johansen, Marit Malm Frafjord, Linn-Jørum Sulland, Katrine Lunde Haraldsen, Linn-Kristin Koren-Riegelhuth, Gøril Snorroeggen, Amanda Kurtović, Camilla Herrem | Piłka ręczna      | turniej kobiet                      | w finale pokonały zespół Czarnogóry 26:23                       |
| Złoto  | Eirik Verås Larsen | Kajakarstwo       | K-1 1000 m mężczyzn                 | 3:26,462 min                                                    |
| Srebro | Bartosz Piasecki | Szermierka        | szpada mężczyzn indywidualnie       | w finałowym pojedynku uległ Wenezuelczykowi Rubén Limardo 10-15 |
| Brąz   | Alexander Kristoff | Kolarstwo szosowe | wyścig ze startu wspólnego mężczyzn | 5:46:05 h                                                       |

## Skład kadry

### Badminton
Kobiety
| Zawodniczka          | Konkurencja    | Faza grupowa         | Faza grupowa         | Faza grupowa         | Faza grupowa | Eliminacje           | Ćwierćfinał          | Półfinał             | Finał                | Finał   |
| Zawodniczka          | Konkurencja    | Przeciwniczka Punkty | Przeciwniczka Punkty | Przeciwniczka Punkty | Miejsce      | Przeciwniczka Punkty | Przeciwniczka Punkty | Przeciwniczka Punkty | Przeciwniczka Punkty | Miejsce |
| -------------------- | -------------- | -------------------- | -------------------- | -------------------- | ------------ | -------------------- | -------------------- | -------------------- | -------------------- | ------- |
| Sara Blengsli Kværnø | gra pojedyncza | Sung Ji-hyun 0-2     | Yip Pui Yin 0-2      |                      | 3.           | → Nie awansowała     | → Nie awansowała     | → Nie awansowała     | → Nie awansowała     | 33.     |

### Jeździectwo
| Zawodnik        | Konkurencja              | Grand Prix | Grand Prix | Grand Prix Special | Grand Prix Special | Finał            | Finał            |
| Zawodnik        | Konkurencja              | Wynik      | Poz.       | Wynik              | Poz.               | Wynik            | Poz.             |
| --------------- | ------------------------ | ---------- | ---------- | ------------------ | ------------------ | ---------------- | ---------------- |
| Siril Helljesen | Ujeżdżenie indywidualnie | 69,985     | 31.        | → Nie awansowała   | → Nie awansowała   | → Nie awansowała | → Nie awansowała |

### Kajakarstwo
Mężczyźni
| Zawodnik           | Konkurencja | Eliminacje | Eliminacje | Półfinały | Półfinały | Finał A/B | Finał A/B | Pozycja |
| Zawodnik           | Konkurencja | Czas       | Pozycja    | Czas      | Pozycja   | Czas      | Pozycja   | Pozycja |
| ------------------ | ----------- | ---------- | ---------- | --------- | --------- | --------- | --------- | ------- |
| Eirik Verås Larsen | K-1 1000m   | 3:31,288   | 3.         | 3:29,547  | 2.        | 3:26,462  | 1. (A)    | złoto   |

Kobiety
| Zawodniczka       | Konkurencja | Eliminacje | Eliminacje | Półfinały | Półfinały | Finał            | Finał            | Pozycja |
| Zawodniczka       | Konkurencja | Czas       | Pozycja    | Czas      | Pozycja   | Czas             | Pozycja          | Pozycja |
| ----------------- | ----------- | ---------- | ---------- | --------- | --------- | ---------------- | ---------------- | ------- |
| Mira Verås Larsen | K-1 500m    | 1:55,923   | 5.         | 1:57,354  | 6.        | → Nie awansowała | → Nie awansowała | 18.     |

### Kolarstwo

#### Kolarstwo szosowe
| Zawodnik             | Konkurencja                    | Czas                     | Pozycja                  |
| -------------------- | ------------------------------ | ------------------------ | ------------------------ |
| Alexander Kristoff   | wyścig ze startu wspólnego (m) | 5:46:05                  | brąz                     |
| Lars Petter Nordhaug | wyścig ze startu wspólnego (m) | 5:46:05                  | 25.                      |
| Vegard Laengen       | wyścig ze startu wspólnego (m) | 5:46:37                  | 77.                      |
| Edvald Boasson Hagen | wyścig ze startu wspólnego (m) | Nie ukończył wyścigu     | Nie ukończył wyścigu     |
| Edvald Boasson Hagen | jazda indywidualna na czas (m) | 54:30,87                 | 13.                      |
| Emilie Moberg        | wyścig ze startu wspólnego (k) | Przekroczyła limit czasu | Przekroczyła limit czasu |

#### Kolarstwo górskie
| Zawodnik               | Konkurencja       | Czas                  | Pozycja               |
| ---------------------- | ----------------- | --------------------- | --------------------- |
| Gunn-Rita Dahle Flesjå | cross-country (k) | Nie ukończyła wyścigu | Nie ukończyła wyścigu |

### Lekkoatletyka
Mężczyźni
Konkurencje biegowe
| Zawodnik            | Konkurencja | Eliminacje | Eliminacje | Ćwierćfinał | Ćwierćfinał | Półfinał        | Półfinał        | Finał           | Finał           |
| Zawodnik            | Konkurencja | Wynik      | Miejsce    | Wynik       | Miejsce     | Wynik           | Miejsce         | Wynik           | Miejsce         |
| ------------------- | ----------- | ---------- | ---------- | ----------- | ----------- | --------------- | --------------- | --------------- | --------------- |
| Jaysuma Saidy Ndure | 100 m       | 10,28      | 4.         |             |             | → Nie awansował | → Nie awansował | → Nie awansował | → Nie awansował |
| Jaysuma Saidy Ndure | 200 m       | 20,52      | 3.         |             |             | 20,42           | 4.              | → Nie awansował | → Nie awansował |
| Henrik Ingebrigtsen | 1500 m      | 3:41,33    | 4.         |             |             | 3:43,26         | 5.              | 3:35,43         | 5.              |
| Urige Buta          | maraton     |            |            |             |             |                 |                 | 2:17:54         | 36.             |
| Erik Tysse          | chód 20 km  |            |            |             |             |                 |                 | 1:21:00         | 14.             |
| Trond Nymark        | chód 50 km  |            |            |             |             |                 |                 | 3;48:37         | 21.             |

Konkurencje techniczne
| Zawodnik            | Konkurencja    | Kwalifikacje | Kwalifikacje | Finał           | Finał           |
| Zawodnik            | Konkurencja    | Wynik        | Miejsce      | Wynik           | Miejsce         |
| ------------------- | -------------- | ------------ | ------------ | --------------- | --------------- |
| Andreas Thorkildsen | rzut oszczepem | 84,47        | 2.           | 82,63           | 6.              |
| Eivind Henriksen    | rzut młotem    | 74,62        | 13.          | → Nie awansował | → Nie awansował |

Kobiety
Konkurencje biegowe
| Zawodnik                  | Konkurencja | Eliminacje | Eliminacje | Ćwierćfinał | Ćwierćfinał | Półfinał         | Półfinał         | Finał            | Finał            |
| Zawodnik                  | Konkurencja | Wynik      | Miejsce    | Wynik       | Miejsce     | Wynik            | Miejsce          | Wynik            | Miejsce          |
| ------------------------- | ----------- | ---------- | ---------- | ----------- | ----------- | ---------------- | ---------------- | ---------------- | ---------------- |
| Karoline Bjerkeli Grøvdal | 1500 m      | 15:24,86   | 13.        |             |             |                  |                  | → Nie awansowała | → Nie awansowała |
| Ezinne Okparaebo          | 100 m       | 11,14      | 4.         |             |             | 11,10            | 4.               | → Nie awansowała | → Nie awansowała |
| Ezinne Okparaebo          | 200 m       | 23,30      | 5.         |             |             | → Nie awansowała | → Nie awansowała | → Nie awansowała | → Nie awansowała |

Konkurencje techniczne
| Zawodniczka    | Konkurencja | Kwalifikacje | Kwalifikacje | Finał            | Finał            |
| Zawodniczka    | Konkurencja | Wynik        | Miejsce      | Wynik            | Miejsce          |
| -------------- | ----------- | ------------ | ------------ | ---------------- | ---------------- |
| Tonje Angelsen | skok wzwyż  | 1,85         | 28.          | → Nie awansowała | → Nie awansowała |

| Zawodniczka   | Konkurencja | Konkurencja                | Wyniki  | Punkty | Miejsce |
| ------------- | ----------- | -------------------------- | ------- | ------ | ------- |
| Ida Marcussen | siedmiobój  | bieg na 100 m przez płotki | 14,08   | 967    | 34.     |
| Ida Marcussen | siedmiobój  | skok wzwyż                 | 1,68    | 830    | 30.     |
| Ida Marcussen | siedmiobój  | pchnięcie kulą             | 13,46   | 758    | 23.     |
| Ida Marcussen | siedmiobój  | bieg 200 m                 | 25,15   | 873    | 27.     |
| Ida Marcussen | siedmiobój  | skok w dal                 | 5,82    | 27.    | 795     |
| Ida Marcussen | siedmiobój  | rzut oszczepem             | 42,26   | 711    | 25.     |
| Ida Marcussen | siedmiobój  | bieg na 800 m              | 2:13,62 | 912    | 14.     |
| Ida Marcussen | siedmiobój  | Finał                      |         | 5846   | 28.     |

### Łucznictwo
| Zawodnik     | Konkurencja       | Runda rankingowa | Runda rankingowa | 1/32               | 1/16             | 1/8                   | Ćwierćfinały     | Półfinały        | Finał            | Finał   |
| Zawodnik     | Konkurencja       | Wynik            | Seed             | Przeciwnik Wynik   | Przeciwnik Wynik | Przeciwnik Wynik      | Przeciwnik Wynik | Przeciwnik Wynik | Przeciwnik Wynik | Pozycja |
| ------------ | ----------------- | ---------------- | ---------------- | ------------------ | ---------------- | --------------------- | ---------------- | ---------------- | ---------------- | ------- |
| Bård Nesteng | indywidualnie (m) | 669              | 21.              | Hideki Kikuchi 6-5 | Jacob Wukie 6-2  | Takaharu Furukawa 2-6 | → Nie awansował  | → Nie awansował  | → Nie awansował  | 33.     |

### Piłka ręczna
- Reprezentacja kobiet

Reprezentacja Norwegii brała udział w rozgrywkach grupy B turnieju olimpijskiego zajmując w nich czwarte miejsce i awansując do ćwierćfinału. W ćwierćfinale pokonała reprezentację Brazylii awansując do półfinału, w którym pokonała zespół Korei Południowej. W finale pokonała reprezentację Czarnogóry zdobywając złoty medal.
| - Kari Aalvik Grimsbø - Ida Alstad - Heidi Løke - Tonje Nøstvold - Karoline Dyhre Breivang - Kristine Lunde-Borgersen - Kari Mette Johansen |  | - Marit Malm Frafjord - Linn-Jørum Sulland - Katrine Lunde Haraldsen - Linn-Kristin Koren-Riegelhuth - Gøril Snorroeggen - Amanda Kurtović - Camilla Herrem |

Grupa A
| Drużyna          | M | W | R | P | G+  | G-  | G=  | Pkt |
| ---------------- | - | - | - | - | --- | --- | --- | --- |
| Francja          | 5 | 4 | 1 | 0 | 125 | 103 | 22  | 9   |
| Korea Południowa | 5 | 3 | 1 | 1 | 136 | 130 | 6   | 7   |
| Hiszpania        | 5 | 3 | 1 | 1 | 119 | 114 | 5   | 7   |
| Norwegia         | 5 | 2 | 1 | 2 | 118 | 120 | −2  | 5   |
| Dania            | 5 | 1 | 0 | 4 | 113 | 121 | −8  | 2   |
| Szwecja          | 5 | 0 | 0 | 5 | 108 | 131 | −23 | 0   |

#### Faza grupowa
| 28 lipca 201222:15 | Norwegia     | 23:24(12:17) | Francja                           | Copper Box, Londyn |
| 28 lipca 201222:15 | Ida Alstad 5 | 23:24(12:17) | Paule Baudouin, Mariama Signate 5 | Copper Box, Londyn |
| 28 lipca 201222:15 | 2× · 3×      | 23:24(12:17) | 5× · 4× · 1×                      | Copper Box, Londyn |

| 30 lipca 201222:15 | Szwecja             | 21:24(9:14) | Norwegia                                            | Copper Box, Londyn |
| 30 lipca 201222:15 | Linnea Torstenson 6 | 21:24(9:14) | Linn-Kristin Koren-Riegelhuth, Linn-Jørum Sulland 5 | Copper Box, Londyn |
| 30 lipca 201222:15 | 3× · 3×             | 21:24(9:14) | 3× · 3×                                             | Copper Box, Londyn |

| 1 sierpnia 201210:30 | Norwegia              | 27:27(13:15) | Korea Południowa   | Copper Box, Londyn |
| 1 sierpnia 201210:30 | Linn-Jørum Sulland 11 | 27:27(13:15) | trzy zawodniczki 6 | Copper Box, Londyn |
| 1 sierpnia 201210:30 | 3×                    | 27:27(13:15) | 3× · 2×            | Copper Box, Londyn |

| 3 sierpnia 201222:15 | Dania                           | 23:24(11:12) | Norwegia     | Copper Box, Londyn |
| 3 sierpnia 201222:15 | Ann Grete Osterballe-Nørgaard 9 | 23:24(11:12) | Heidi Løke 6 | Copper Box, Londyn |
| 3 sierpnia 201222:15 | 2× · 3×                         | 23:24(11:12) | 3×           | Copper Box, Londyn |

| 5 sierpnia 201220:30 | Norwegia                        | 20:25(11:11) | Hiszpania        | Copper Box, Londyn |
| 5 sierpnia 201220:30 | Linn-Kristin Koren-Riegelhuth 6 | 20:25(11:11) | Jessica Alonso 7 | Copper Box, Londyn |
| 5 sierpnia 201220:30 | 4× · 3×                         | 20:25(11:11) | 4× · 3× · 1×     | Copper Box, Londyn |

#### Ćwierćfinał
| 7 sierpnia 201210:00 | Brazylia                  | 19:21(13:9) | Norwegia                        | Copper Box, Londyn Sędzia: BONAVENTURA Charlotte, BONAVENTURA Julie |
| 7 sierpnia 201210:00 | Alexandra Do Nascimento 5 | 19:21(13:9) | Linn-Kristin Koren-Riegelhuth 5 | Copper Box, Londyn Sędzia: BONAVENTURA Charlotte, BONAVENTURA Julie |
| 7 sierpnia 201210:00 | 3× · 3×                   | 19:21(13:9) | 1× · 2×                         | Copper Box, Londyn Sędzia: BONAVENTURA Charlotte, BONAVENTURA Julie |

#### Półfinał
| 9 sierpnia 201217:00 | Norwegia     | 31:25(18:15) | Korea Południowa | Copper Box, Londyn Sędzia: Gubica Matija, Milošević Boris |
| 9 sierpnia 201217:00 | Heidi Løke 8 | 31:25(18:15) | Gwon Han-na 7    | Copper Box, Londyn Sędzia: Gubica Matija, Milošević Boris |
| 9 sierpnia 201217:00 | 2× · 3×      | 31:25(18:15) | 2× · 3×          | Copper Box, Londyn Sędzia: Gubica Matija, Milošević Boris |

#### Finał
| 11 sierpnia 201220:30 | Norwegia              | 26:23(13:10) | Czarnogóra            | Copper Box, Londyn Sędzia: BONAVENTURA Charlotte, BONAVENTURA Julie |
| 11 sierpnia 201220:30 | Linn-Jørum Sulland 10 | 26:23(13:10) | Katarina Bulatović 10 | Copper Box, Londyn Sędzia: BONAVENTURA Charlotte, BONAVENTURA Julie |
| 11 sierpnia 201220:30 | 3× · 3×               | 26:23(13:10) | 7× · 4× · 1×          | Copper Box, Londyn Sędzia: BONAVENTURA Charlotte, BONAVENTURA Julie |

### Pływanie
Mężczyźni
| Zawodnik      | Konkurencja       | Eliminacje | Eliminacje | Półfinał        | Półfinał        | Finał           | Finał           |
| Zawodnik      | Konkurencja       | Czas       | Miejsce    | Czas            | Miejsce         | Czas            | Miejsce         |
| ------------- | ----------------- | ---------- | ---------- | --------------- | --------------- | --------------- | --------------- |
| Lavrans Solli | 100 m grzbietowym | 55,00      | 26.        | → Nie awansował | → Nie awansował | → Nie awansował | → Nie awansował |

Kobiety
| Zawodniczka     | Konkurencja      | Eliminacje | Eliminacje | Półfinał         | Półfinał         | Finał            | Finał            |
| Zawodniczka     | Konkurencja      | Czas       | Miejsce    | Czas             | Miejsce          | Czas             | Miejsce          |
| --------------- | ---------------- | ---------- | ---------- | ---------------- | ---------------- | ---------------- | ---------------- |
| Ingvild Snildal | 200 m motylkowym | 2:10,99    | 18.        | → Nie awansowała | → Nie awansowała | → Nie awansowała | → Nie awansowała |
| Ingvild Snildal | 100 m motylkiem  | 59,01      | 22.        | → Nie awansowała | → Nie awansowała | → Nie awansowała | → Nie awansowała |
| Sara Nordenstam | 200 m klasycznym | 2:27,90    | 23.        | → Nie awansowała | → Nie awansowała | → Nie awansowała | → Nie awansowała |
| Sara Nordenstam | 400 m zmiennym   | 4:51,28    | 30.        |                  |                  | → Nie awansowała | → Nie awansowała |

### Siatkówka

#### Siatkówka plażowa
Mężczyźni
| Zawodnik                         | Konkurencja | Faza grupowa                                  | Faza grupowa                                   | Faza grupowa                                            | Pozycja | 1/8                                              | Ćwierćfinały     | Półfinały        | Finał            | Finał   |
| Zawodnik                         | Konkurencja | Przeciwnik Wynik                              | Przeciwnik Wynik                               | Przeciwnik Wynik                                        | Pozycja | Przeciwnik Wynik                                 | Przeciwnik Wynik | Przeciwnik Wynik | Przeciwnik Wynik | Pozycja |
| -------------------------------- | ----------- | --------------------------------------------- | ---------------------------------------------- | ------------------------------------------------------- | ------- | ------------------------------------------------ | ---------------- | ---------------- | ---------------- | ------- |
| Tarjei Skarlund Martin Spinnangr | mężczyźni   | Ricardo Santos Pedro Cunha 0:2 (14:21, 18:21) | Josh Binstock Martin Reader 2:0 (21:14, 21:18) | John Garcia Thompson Steve Grotowski 2:0 (22:20, 21:13) | 2       | Mārtiņš Pļaviņš Janis Smedins 0:2 (15:21, 16:21) | → Nie awansowali | → Nie awansowali | → Nie awansowali | 9.      |

### Skoki do wody
Mężczyźni
| Zawodnik        | Konkurencja              | Preeliminacje | Preeliminacje | Półfinał        | Półfinał        | Finał           | Finał           |
| Zawodnik        | Konkurencja              | Punkty        | Miejsce       | Punkty          | Miejsce         | Punkty          | Miejsce         |
| --------------- | ------------------------ | ------------- | ------------- | --------------- | --------------- | --------------- | --------------- |
| Amund Gismervik | wieża 10 m indywidualnie | 401,55        | 24.           | → Nie awansował | → Nie awansował | → Nie awansował | → Nie awansował |

### Strzelectwo
Mężczyźni
| Zawodnik           | Konkurencja | Kwalifikacje | Kwalifikacje | Finał           | Finał           |
| Zawodnik           | Konkurencja | Wynik        | Pozycja      | Wynik           | Pozycja         |
| ------------------ | ----------- | ------------ | ------------ | --------------- | --------------- |
| Ole Magnus Bakken  | Kdw 60l     | 592          | 26.          | → Nie awansował | → Nie awansował |
| Ole Magnus Bakken  | Kpn 60      | 597          | 6.           | 691,5           | 8.              |
| Are Hansen         | Kpn 60      | 594          | 14.          | → Nie awansował | → Nie awansował |
| Are Hansen         | Kdw 3x40    | 1163         | 22.          | → Nie awansował | → Nie awansował |
| Ole Kristian Bryhn | Kdw 3x40    | 1169         | 7.           | 1267,8          | 7.              |
| Odd Arne Brekne    | Kdw 60l     | 594          | 13.          | → Nie awansował | → Nie awansował |
| Tore Brovold       | skeet       | 113          | 27.          | → Nie awansował | → Nie awansował |

Kobiety
| Zawodnik         | Konkurencja | Kwalifikacje | Kwalifikacje | Finał            | Finał            |
| Zawodnik         | Konkurencja | Wynik        | Pozycja      | Wynik            | Pozycja          |
| ---------------- | ----------- | ------------ | ------------ | ---------------- | ---------------- |
| Malin Westerheim | kpn 40      | 394          | 25.          | → Nie awansowała | → Nie awansowała |
| Malin Westerheim | Ksp 3x200   | 579          | 20.          | → Nie awansowała | → Nie awansowała |

### Szermierka
Mężczyźni
| Zawodnik         | Konkurencja          | 1/32             | 1/16                   | 1/8              | Ćwierćfinały        | Półfinały          | Finał               | Finał   |
| Zawodnik         | Konkurencja          | Przeciwnik Wynik | Przeciwnik Wynik       | Przeciwnik Wynik | Przeciwnik Wynik    | Przeciwnik Wynik   | Przeciwnik Wynik    | Pozycja |
| ---------------- | -------------------- | ---------------- | ---------------------- | ---------------- | ------------------- | ------------------ | ------------------- | ------- |
| Bartosz Piasecki | szpada indywidualnie |                  | Gauthier Grumier 14-13 | Géza Imre 15-7   | Yannick Borel 15-14 | Jung Jin-Sun 15-13 | Rubén Limardo 10-15 | srebro  |

### Wioślarstwo
Mężczyźni
| Zawodnik                     | Konkurencja | Eliminacje | Eliminacje | Repesaż | Repesaż | Ćwierćfinały | Ćwierćfinały | Półfinały C/D | Półfinały C/D | Półfinały A/B | Półfinały A/B | Finał C/D | Finał C/D | Finał A/B       | Finał A/B       | Miejsce |
| Zawodnik                     | Konkurencja | Czas       | M.         | Czas    | M.      | Czas         | M.           | Czas          | M.            | Czas          | M.            | Czas      | M.        | Czas            | M.              | Miejsce |
| ---------------------------- | ----------- | ---------- | ---------- | ------- | ------- | ------------ | ------------ | ------------- | ------------- | ------------- | ------------- | --------- | --------- | --------------- | --------------- | ------- |
| Olaf Tufte                   | M1x         | 7:00,90    | 2.         |         |         | 6:55,36      | 3.           |               |               | 7:35,31       | 6.            | 7:18,15   | 3.(B)     | → Nie awansował | → Nie awansował | 9.      |
| Nils Jakob Hoff Kjetil Borch | M2x         | 6:16,31    | 1.         |         |         |              |              |               |               | 6:22,88       | 4.            |           |           | 6:20,82         | 1.(B)           | 7.      |
| Kristoffer Brun Are Strandli | LM2x        | 6:34,00    | 2.         |         |         |              |              |               |               | 6:39,59       | 4.            |           |           | 6:32,82         | 3.(B)           | 9.      |

### Zapasy
Mężczyźni – styl klasyczny
| Zawodnik         | Konkurencja | Kwalifikacje     | 1/8              | Ćwierćfinał      | Półfinał         | Repesaż 1        | Repesaż 2        | Finał            | Finał   |
| Zawodnik         | Konkurencja | Przeciwnik Wynik | Przeciwnik Wynik | Przeciwnik Wynik | Przeciwnik Wynik | Przeciwnik Wynik | Przeciwnik Wynik | Przeciwnik Wynik | Pozycja |
| ---------------- | ----------- | ---------------- | ---------------- | ---------------- | ---------------- | ---------------- | ---------------- | ---------------- | ------- |
| Stig André Berge | −60 kg      |                  | Həsən Əliyev 1-3 | → Nie awansował  | → Nie awansował  | → Nie awansował  | → Nie awansował  | → Nie awansował  | 13.     |

### Żeglarstwo
Kobiety
| Zawodnik           | Konkurencja  | Wyścig | Wyścig | Wyścig | Wyścig | Wyścig | Wyścig | Wyścig | Wyścig | Wyścig | Wyścig | Wyścig | Punkty | Finałowa pozycja |
| Zawodnik           | Konkurencja  | 1      | 2      | 3      | 4      | 5      | 6      | 7      | 8      | 9      | 10     | M*     | Punkty | Finałowa pozycja |
| ------------------ | ------------ | ------ | ------ | ------ | ------ | ------ | ------ | ------ | ------ | ------ | ------ | ------ | ------ | ---------------- |
| Jannicke Stålstrøm | RS:X         | 21     | 17     | 24     | 21     | 17     | 18     | 21     | 15     | 12     | 15     |        | 157    | 19.              |
| Marthe Enger Eide  | Laser Radial | 30     | 24     | 32     | 11     | 23     | 15     | 23     | 21     | 17     | 30     |        | 194    | 23.              |

Mężczyźni
| Zawodnik                               | Konkurencja | Wyścig | Wyścig | Wyścig | Wyścig | Wyścig | Wyścig | Wyścig | Wyścig | Wyścig | Wyścig | Wyścig | Punkty | Finałowa pozycja |
| Zawodnik                               | Konkurencja | 1      | 2      | 3      | 4      | 5      | 6      | 7      | 8      | 9      | 10     | M*     | Punkty | Finałowa pozycja |
| -------------------------------------- | ----------- | ------ | ------ | ------ | ------ | ------ | ------ | ------ | ------ | ------ | ------ | ------ | ------ | ---------------- |
| Sebastian Wang-Hansen                  | RS:X        | 19     | 17     | 31     | 18     | 18     | 20     | 19     | 18     | 25     | 32     |        | 185    | 24.              |
| Kristian Ruth                          | Laser       | 32     | 14     | 10     | 17     | 15     | 5      | 50     | 24     | 8      | 20     |        | 145    | 16.              |
| Eivind Melleby Petter Morland Pedersen | Star        | 7      | 5      | 2      | 4      | 16     | 11     | 8      | 4      | 7      | 5      | 10     | 63     | 4.               |

M = Wyścig medalowy